# Świadkowie Jehowy w Japonii
Świadkowie Jehowy w Japonii – społeczność wyznaniowa w Japonii, należąca do ogólnoświatowej wspólnoty Świadków Jehowy, licząca w 2023 roku 214 457 głosicieli, należących do 2888 zborów. Na dorocznej uroczystości Wieczerzy Pańskiej w 2023 roku zgromadziło się 296 139 osób. Działalność miejscowych Świadków Jehowy, a także w Bangladeszu, Kambodży, Mongolii i Nepalu koordynuje Biuro Oddziału w Ebinie. Jedna z 27 wspólnot Świadków Jehowy na świecie, których liczebność przekracza 100 000 głosicieli.

## Historia

### Początki
Strażnica z 15 maja 1900 roku opisała  służbę Horacego Randle'a, który został Badaczem Pisma Świętego w Chinach. Wysłał on 385 listów z orędziem biblijnym do Japonii.
30 grudnia 1911 roku na pokładzie parowca „Shin’yō Maru” w trakcie misyjnej podróży dookoła świata Charles Taze Russell przybył do Japonii. Do 4 stycznia 1912 roku wygłosił przemówienia biblijne w Jokohamie (30 grudnia), Tokio (31 grudnia), Kobe (1 stycznia) i Nagasaki (2 stycznia), odwiedził też Kioto i Osakę. Wkrótce przedstawicielem Towarzystwa Strażnica w Azji południowej i wschodniej został Amerykanin Robert R. Hollister. W roku 1915 do Japonii dotarli pierwsi zagraniczni wyznawcy, wśród których była Fanny L. Mackenzie z Wielkiej Brytanii. Korzystając z pomocy osób wynajętych na miejscu, rozpoczęto też tłumaczenie i rozpowszechnianie publikacji Świadków Jehowy w języku japońskim, w tym książki Boski plan wieków.
6 września 1926 roku ze Stanów Zjednoczonych skierowano do Japonii pielgrzyma Junzo Akashiego, Amerykanina japońskiego pochodzenia, który rozpoczął działalność misjonarską. W Kobe istniała grupa zainteresowanych. Na początku roku 1927 otwarto w Kobe Biuro Oddziału, które jeszcze w tym samym roku przeniesiono do Tokio. W Kobe 2 stycznia 1927 roku zorganizowano pierwsze zgromadzenie w Japonii, na które przybyło 36 osób, a 8 zostało ochrzczonych. W maju tego samego roku w Asahi Hall w Osace zapoczątkowano wygłaszanie serii wykładów biblijnych, które poprzedziła publiczna kampania informacyjna. W Osace na wykład „Królestwo Boże jest blisko” przybyło około 2300, a w Tokio 4800 osób. Pod koniec lat 20. XX wieku Matsue i Jizo Ishii prowadzili działalność kaznodziejską na obszarze trzech czwartych powierzchni kraju.
W latach 30. XX wieku w japońskim Biurze Oddziału skonstruowano specjalne samochodowe przyczepy mieszkalne dla kolporterów oraz dwuosobowe przyczepy ciągnięte przez rower. W roku 1932 zanotowano liczbę 103 kolporterów i głosicieli, a w roku 1938 działało ich 110. 14 maja 1933 roku policja aresztowała 5 członków personelu Biura Oddziału Towarzystwa Strażnica. Jednocześnie miejscowa prasa doniosła, że nadzorca działalności Świadków Jehowy w Japonii miał być jakoby tajnym agentem żydowskiego tajnego Towarzystwa Strażnica. 21 czerwca 1939 roku uwięziono wszystkich 130 członków Tōdaisha („Stowarzyszenia Latarni Morskiej” jak nazywała się japońska korporacja reprezentująca Świadków Jehowy). Władze japońskie uwięziły też głosicieli na Tajwanie i w Korei, którzy odmawiali oddawania czci japońskiemu cesarzowi. Działalność Świadków Jehowy w Japonii została zahamowana. W latach 1939–1945 Biuro Główne nie otrzymywało z Japonii żadnych sprawozdań.
Ze względu na silną presję wywieraną na członków Tōdaisha w okresie II wojny światowej większość z nich powróciła do tradycyjnego japońskiego stylu życia. W 1947 roku Junzo Akashi napisał list do Towarzystwa Strażnica, w którym zaznaczył, że przestaje zgadzać się z naukami i miernikami biblijnymi. Podążyła za nim znaczna część pierwszej grupy. Wkrótce po nawiązaniu łączności z Biurem Głównym ze względu na czystość zboru wykluczono około 30 osób należących do tej grupy. W efekcie z Towarzystwem Strażnica pozostały związane rodziny Ishii i Miura oraz nieliczne inne osoby. W tej sytuacji prezes Towarzystwa Strażnica Nathan H. Knorr zaprosił do 11. klasy Biblijnej Szkoły Strażnicy – Gilead przeszło 20 ochotników japońskiego pochodzenia oraz osoby gotowe udać się do Japonii z Hawajów i Australii. Przybyli oni do Tokio po zakończeniu nauki w roku 1949.

### Rozwój działalności
W połowie 1949 roku zanotowano działalność ośmiu miejscowych głosicieli, głównie rodziny Ishii, której członkowie podczas II wojny światowej byli uwięzieni w Sendai, oraz rodziny Miura osadzonej w więzieniu w Hiroszimie. Pod koniec tego samego roku przybyła do Japonii pierwsza grupa 14 misjonarzy, absolwentów Biblijnej Szkole Strażnicy – Gilead, w której znaleźli się współwyznawcy z Hawajów i z Australii, m.in. późniejszy członek Ciała Kierowniczego William L. Barry wraz z żoną Melbą. Prowadzili oni działalność ewangelizacyjną głównie w wielkich miastach. Na początku roku 1950 do Japonii przybyło pięć kolejnych misjonarek z 11. klasy Szkoły Gilead skierowanych początkowo do Nowej Kaledonii, a pod koniec czerwca kolejnych ośmioro, którzy musieli opuścić Koreę po wybuchu wojny koreańskiej. Wkrótce utworzono nowe Biuro Oddziału, tym razem w Tokio. W 1952 roku nadzorcą oddziału został William L. Barry. W 1966 roku rodzina Betel w Tokio liczyła 19 osób.
W dniach od 30 grudnia 1949 roku do 1 stycznia 1950 roku na terenie domu misjonarskiego w Kobe zorganizowano pierwsze powojenne zgromadzenie Świadków Jehowy w Japonii, w którym uczestniczyło 101 osób, a 3 osoby zostały ochrzczone. W 1950 roku działało 169 głosicieli w 5 zborach. Działalność rozwijała się głównie w Tokio, Kobe i w Ishinomori k. Sendai. W tym samym roku rozpoczęto działalność na Okinawie, a w roku 1951 również na terenie Osaki i innych większych miast. Pierwszym nadzorcą obwodu w roku 1951 został Adrian Thompson (zm. 1971). W tym czasie posługiwano się nieoficjalnymi wydaniami rozdziałów z książki „Niech Bóg będzie prawdziwy”.
W październiku 1950 roku utworzono dom misjonarski w mieście Nagoja. Na początku 1951 roku kolejny w Jokohamie, a rok później również w Kioto i Sendai. W dniach od 24 kwietnia do 8 maja 1951 roku Nathan H. Knorr i Milton G. Henschel wygłosili serię przemówień. W październiku tego samego roku w Osace odbyło się pierwsze w Japonii zgromadzenie obwodowe, w którym uczestniczyło około 50 misjonarzy i 250 Japończyków. Kolejne zgromadzenie obwodowe zorganizowano w kwietniu następnego roku w Kobe.
W maju 1951 roku zaczęło się ukazywać miesięczne wydanie „Strażnicy” w języku japońskim. Liczba głosicieli ciągle wzrastała – do 279 w 1951 roku, do 336 w roku 1953. W roku 1955 w Japonii działało już pół tysiąca głosicieli.
Od roku 1957 do wzrostu liczby głosicieli przyczyniła się działalność kaznodziejska prowadzona przez pionierów specjalnych. Byli oni rodowitymi Japończykami, którzy wierzenia Świadków Jehowy przyjęli dzięki działalności misjonarzy. Kierowano ich do mniejszych miast i miejscowości. W kwietniu 1956 roku w kraju przebywali Nathan H. Knorr i Don A. Adams, którzy wygłosili serię przemówień. W 1958 roku w Japonii działalność kaznodziejską prowadziło ponad tysiąc głosicieli. W 1961 roku przekroczono liczbę 2 tysiące głosicieli (w tym 100 na Okinawie). 
W 1953 roku na Okinawie zorganizowano zebranie publiczne dla ponad 100 osób, któremu przewodził William L. Barry. Niedługo później dla grupki 12 głosicieli zorganizowano pierwsze na Okinawie zgromadzenie obwodowe. Program zgromadzenia przedstawiali W.L. Barry i Adrian Thompson. Przez dłuższy czas w miejscowej stacji radiowej przedstawiano artykuły ze „Strażnicy”. Ponieważ po II wojnie światowej Okinawa dłużej niż pozostała część Japonii pozostawała pod administracją Stanów Zjednoczonych, w 1965 roku otwarto tymczasowe Biuro Oddziału, które działało do 1980 roku. Nadzorcą Biura został misjonarz przybyły z Hawajów, Amerykanin japońskiego pochodzenia Shinichi Tohara. W lutym 1946 roku w skład Komitetu Oddziału na Okinawie weszli: Shinichi Tohara, James Linton (misjonarz pochodzący z Australii) oraz Chūkichi Une (pochodzący z Okinawy absolwent Szkoły Gilead).
Pod koniec lat 50. XX wieku Kimihiro Nakata, przebywający w celi śmierci za dwukrotne morderstwo na zlecenie, w mieście Fukuoka, poprosił o studium Biblii i przyjął wierzenia Świadków Jehowy. Wkrótce przetranskrybował na alfabet Braille’a książkę „Niech Bóg będzie prawdziwy”, broszurę „Ta dobra nowina o Królestwie” oraz artykuły z czasopism „Strażnica” i „Przebudźcie się!”, które rozpowszechniano niewidomym oraz we wszystkich japońskich szkołach dla niewidomych. Wyrok śmierci na Nakacie wykonano 10 czerwca 1959 roku.
W 1963 roku osiągnięto liczbę 3 tysiące głosicieli, a dwa lata później 4 tysiące. W Kioto odbył się kongres ogólnoziemski pod hasłem „Wiecznotrwała dobra nowina”. W roku 1964 pojawili się pierwsi głosiciele na archipelagu Sakishima-shotō. W 1967 roku w Japonii działalność kaznodziejską prowadziło już ponad 5 tysięcy Świadków Jehowy. W październiku 1969 roku na stadionie kolarskim w Tokio odbył się kongres międzynarodowy pod hasłem „Pokój na ziemi” z udziałem 12 614 delegatów. W jego trakcie Nathan Knorr ogłosił, że nowe Biuro Oddziału z drukarnią powstanie w Numazu.

### Lata 70. XX wieku

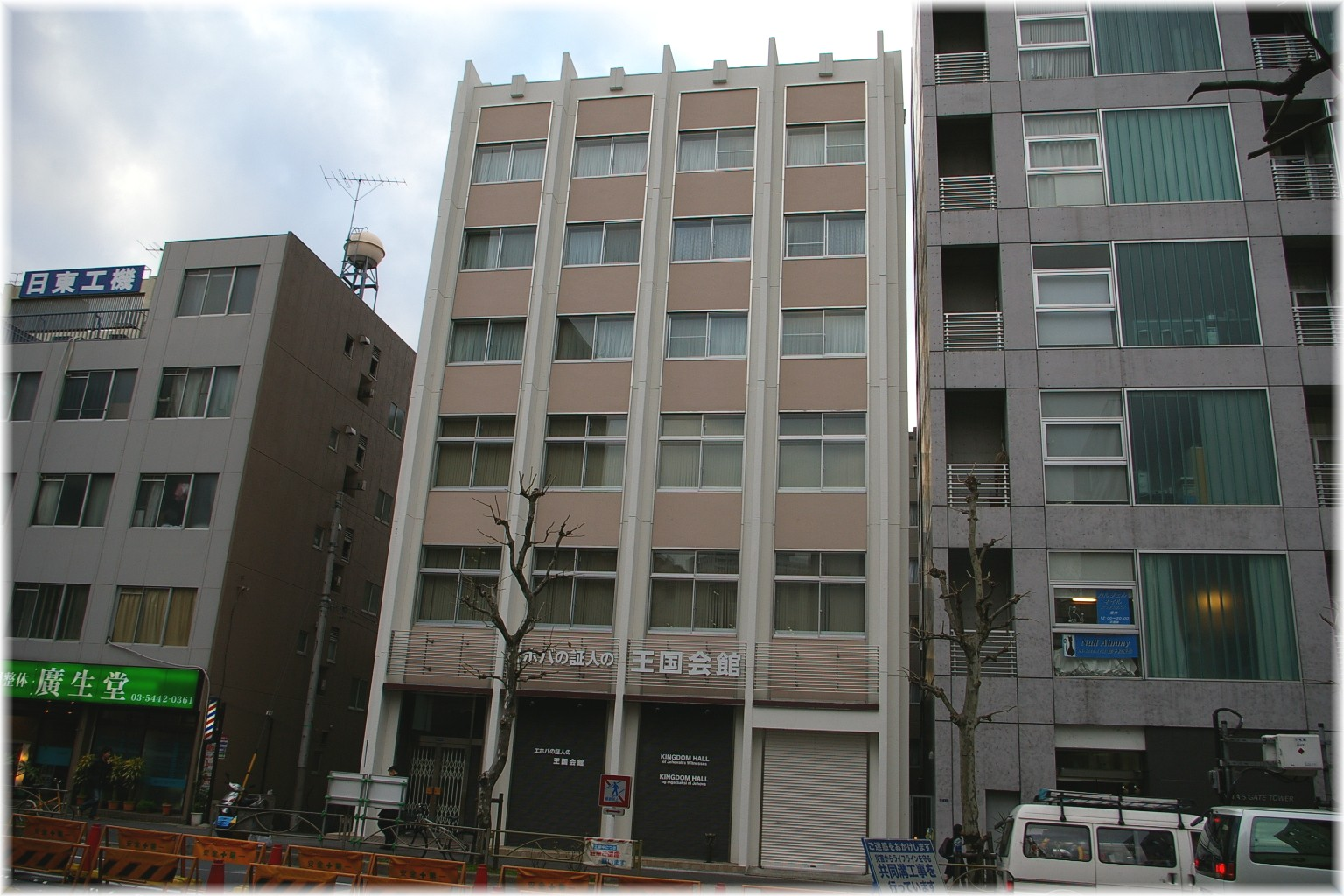
Jedna z Sal Królestwa w Japonii – w biurowcu w centrum Tokio

W 1970 roku w Japonii działało ponad 10 tysięcy głosicieli. W latach 70. XX wieku misjonarzy skierowano do mniejszych miast, a pionierów specjalnych na tereny oddalone. W roku 1971 na tereny nieprzydzielone żadnemu zborowi w miesiącach letnich kierowano pionierów stałych. Trzy lata później zaczęto kierować na takie tereny okresowych pionierów specjalnych. Wraz z rozwojem działalności również mniejsze miejscowości przydzielono najbliżej położonym zborom. W roku 1973 otwarto Biuro Oddziału z drukarnią w Numazu. Po otwarciu Biura gdy od października 1972 roku nadzór nad zborami powierzono gronom starszych zaczęto organizować w Japonii dwutygodniowe szkolenie dla starszych przeprowadzane w Biurze Oddziału w Numazu. Od roku 1977 dwudniowe szkolenia dla nadzorców zborów organizowano w różnych japońskich miastach.
W 1970 roku rozpoczęto prace nad tłumaczeniem Pisma Świętego w Przekładzie Nowego Świata. Trzy lata później, na międzynarodowym kongresie pod hasłem „Boskie zwycięstwo” w Osace, w którym uczestniczyło 31 263 osób członek Ciała Kierowniczego Lyman A. Swingle ogłosił wydanie Chrześcijańskich Pism Greckich w Przekładzie Nowego Świata w języku japońskim. W ciągu 9 lat rozpowszechniono 1 140 000 egzemplarzy — mniej więcej 75 razy tyle, ilu było wtedy głosicieli w Japonii. Pełna edycja japońska tego przekładu Biblii ukazała się w 1982 roku. Została udostępniona podczas serii 18 kongresów pod hasłem „Prawda o Królestwie”. 13 kwietnia 2019 roku Stephen Lett z Ciała Kierowniczego ogłosił wydanie zrewidowanego Pisma Świętego w Przekładzie Nowego Świata w języku japońskim. Z tej okazji na stadionie Noevir w Kobe zgromadziło się 20 868 osób. Program był transmitowany na żywo do 8 Sal Zgromadzeń i Sal Królestwa, uczestniczyło  w nim łącznie 220 491 osób.
W latach 60. XX wieku oddano do użytku 9 Sal Królestwa. Większość zborów w tym okresie korzystała albo z wynajmowanych pomieszczeń, albo zbierała się w mieszkaniach prywatnych. Podjęto wówczas działania, by zapewnić zborom odpowiednie miejsca zebrań. Dzięki temu do lipca 1974 roku 646 zborów korzystało z blisko 200 Sal Królestwa, z których 134 oddano do użytku w samym 1974 roku.
W roku 1975 przekroczono liczbę 30 tysięcy głosicieli. W styczniu 1976 roku liczba zborów i grup na oddaleniu przekroczyła 1000. W grudniu tego samego roku otwarto na przedmieściach Tokio, pierwszą Salę Zgromadzeń w Japonii. W roku 1977 oddano do użytku dodatkowe budynki Biura Oddziału w Numazu, a liczba głosicieli przekroczyła 40 tysięcy. Czwarty kongres międzynarodowy, pod hasłem „Zwycięska wiara” w Japonii odbył się w 1978 roku w czterech miastach (Osaka, Nagoja, Sapporo, Tokio). W styczniu 1978 roku wprowadzono Kurs Służby Pionierskiej dla pionierów, których w zborach było od 25 do 30%. Od lutego 1980 roku KSP odbywał się w każdym obwodzie.

### Lata 80. XX wieku
15 maja 1982 roku otwarto nowe Biuro Oddziału wraz z drukarnią w Ebinie (rozbudowane jeszcze w 1989 roku). Wkrótce członkowie japońskiej rodziny Betel przygotowali komputerowy system reprodukcji znaków połączony z fotoskładem SCRIPT, który potem wszedł w skład systemu MEPS.
W latach 80. XX wieku powstawały nowe Sale Zgromadzeń na terenie Kansai, Ebiny, Chiby, Tōkai, Hokkaido, Tochigi, Kiusiu, prefektury Hyōgo oraz prefektury Gunma. W 1984 roku przekroczono liczbę 100 tysięcy głosicieli.
W listopadzie 1986 roku zorganizowano pomoc humanitarną dla poszkodowanych przez wybuch wulkanu Mihara-yama. W roku 1987 w Japonii działało 120 722 głosicieli.

### Lata 90. XX wieku
W 1990 roku powstały pierwsze Regionalne Komitety Budowlane z 11, które pomagały w budowie od 80 do 100 Sal Królestwa rocznie. W marcu 1991 roku w Nakaminato w prefekturze Ibaraki stanęła pierwsza w Japonii Sala Królestwa wzniesiona tzw. metodą szybkościową – w ciągu weekendu. W czerwcu tego samego roku zorganizowano pomoc humanitarną dla poszkodowanych przez wybuch wulkanu Fugen. W tym samym roku utworzono pierwsze zbory obcojęzyczne w Japonii: angielski (kilkanaście), birmański, chiński, francuski, hiszpański, indonezyjski, japońskiego języka migowego, khmerski, koreański, nepalski, portugalski, tagalski, tajski, wietnamski i inne.
22 kwietnia 1991 roku Komisja Etyki w Krajowym Centrum Chorób Układu Krążenia, później Komisja Etyki przy Miejskich Szpitalach Ogólnych i Położniczych w Tokio, podjęła uchwałę, aby uszanować prawo Świadków Jehowy do odmowy transfuzji krwi.
W 1994 roku z okazji uroczystego otwarcia Sali Zgromadzeń w prefekturze Hyōgo w całym kraju zebrało się na specjalnych spotkaniach ponad 254 tysiące osób. Z Sali tej korzystały 52 zbory położone w rejonie Kobe. Inauguracyjne przemówienie wygłosił członek Ciała Kierowniczego William L. Barry. W styczniu 1995 roku zorganizowano pomoc humanitarną dla poszkodowanych przez trzęsienie ziemi w Kobe. W marcu tego samego roku zanotowano działalność ponad 200 tysięcy głosicieli. W 1997 roku w Tokio działalność prowadziło 139 zborów, w Jokohamie 114, a w Kioto 39. W tym czasie zbory w całej Japonii odwiedzało 209 nadzorców podróżujących. Pod koniec lat 90. XX wieku w Japonii działało 41 misjonarzy zakwaterowanych w pięciu domach misjonarskich – w Yamagata, Iwaki i Toyama oraz dwóch w Tokio. Ponadto dziewięciu odwiedzało zbory w charakterze nadzorców podróżujących, a dziewięciu dalszych należało do japońskiej rodziny Betel. W roku 1998 najwyższa liczba głosicieli wyniosła 222 918.

### Początek XXI wieku
29 lutego 2000 roku japoński Sąd Najwyższy podkreślił, że w takich przypadkach (kwestia respektowania prawa pacjenta do odmowy przyjęcia krwi) „prawo do podjęcia decyzji” wchodzi w zakres „praw osobistych, które trzeba respektować”, co zakończyło praktyki przeprowadzania transfuzji krwi Świadkom Jehowy. Na Pamiątce śmierci Jezusa Chrystusa w 2009 roku zebrały się 326 983 osoby. W roku 2010 zanotowano liczbę 218 698 głosicieli. Organizuje się specjalne kampanie głoszenia w rejonie Tokio. Do udziału w niej, do roku 2021 zgłosiło się ponad 26 tysięcy głosicieli. W 2021 roku na uroczystości Wieczerzy Pańskiej zebrało się 321 158 osób. W 2022 roku osiągnięto liczbę 214 359 głosicieli. Od 13 maja do 2 czerwca 2024 roku głosiciele wzięli udział w specjalnej kampanii głoszenia na terenach wielkomiejskich w Osace i Tokio. Do pomocy zaproszono około 350 Świadków Jehowy z Australii, Francji, Kanady, Korei Południowej, Niemiec, Nowej Zelandii i Stanów Zjednoczonych. W Japonii 10 grup bierze udział w specjalnym świadczeniu publicznym na terenach wielkomiejskich.
W Japonii funkcjonują 1122 Sale Królestwa.

#### Akcje pomocy humanitarnej
W 2000 roku zorganizowano pomoc humanitarną dla poszkodowanych przez wybuch wulkanu Usu. Kolejne akcje pomocy zorganizowano w 2004 roku (dla poszkodowanych przez tajfuny, powodzie, trzęsienie ziemi). W marcu i kwietniu 2011 roku zorganizowano pomoc humanitarną dla ponad 14 tysięcy głosicieli poszkodowanych przez trzęsienie ziemi i tsunami. W wyniku kataklizmu 12 wyznawców poniosło śmierć, dwóch uznano za zaginionych, 5 odniosło poważne obrażenia, a osiem Sal Królestwa zostało zniszczonych. Z Biura Głównego Świadków Jehowy przybyli przedstawiciele Towarzystwa Strażnica, którzy spotkali się z poszkodowanymi współwyznawcami i wygłosili kilka pocieszających przemówień, które transmitowano do 21 Sal Królestwa. Wysłuchało ich w sumie 2800 osób. 
W październiku 2013 roku zorganizowano pomoc humanitarną dla poszkodowanych przez tajfun Wipha.
W sierpniu 2014 roku zorganizowano pomoc humanitarną dla poszkodowanych przez lawiny błotne w Hiroszimie, a w kwietniu 2016 roku dla poszkodowanych przez trzęsienia ziemi w Kumamoto (około 15 000 woluntariuszy naprawiło prawie 350 zniszczonych domów).
W 2018 roku po przejściu powodzi w zachodniej Japonii zorganizowano pomoc dla poszkodowanych. Powódź ta uszkodziła 103 domy współwyznawców, a 1 zniszczyła. Poza tym uszkodziła 11 Sal Królestwa i 1 Salę Zgromadzeń. W celu udzielenia długoterminowej pomocy poszkodowanym utworzono cztery Komitety Pomocy Doraźnej. Komitety te dostarczyły poszkodowanym żywność, odzież i wodę pitną, a także udzielili pomocy w naprawie uszkodzonych domów współwyznawców. W tym samym roku udzielono również pomoc dla poszkodowanych przez tajfun Jebi, trzęsienie ziemi na wyspie Hokkaido i tajfun Trami. W 2019 roku zorganizowano pomoc dla poszkodowanych przez powódź na wyspie Kiusiu, tajfun Faxai, tajfun Tapah, tajfun Hagibis i tajfun Bualoi.
W lipcu 2020 roku po przejściu powodzi i lawin błotnych na wyspie Kiusiu, Komitet Pomocy Doraźnej Kiusiu/Okinawa (powołany przez japońskie Biuro Oddziału w związku z pandemią COVID-19) udzielił pomocy poszkodowanym współwyznawcom w miastach Minamata, Hitoyoshi oraz Ōmuta, na początku 2021 roku dla poszkodowanych przez trzęsienie ziemi w północno-wschodniej części kraju, a na początku 2024 roku dla poszkodowanych przez trzęsienie ziemi na półwyspie Noto.

#### Kongresy i literatura
W roku 2003 w miastach Jokohama, Kobe, Sapporo i Saitama odbył się kolejny kongres międzynarodowy, pod hasłem „Oddajcie chwałę Bogu”.
W roku 2013 odbył się w Jokohamie kongres specjalny pod hasłem „Słowo Boże jest prawdą!”. W tym samym roku zanotowano w Japonii liczbę 217 154 głosicieli.
28 kwietnia 2013 roku w mieście Nagoja podczas specjalnego spotkania, Anthony Morris (wówczas członek Ciała Kierowniczego), ogłosił wydanie publikacji Biblia – Ewangelia według Mateusza. W przeciwieństwie do większości publikacji Świadków Jehowy w języku japońskim publikacja ta ma pionowy układ znaków. Jest ona przeznaczona dla Japończyków, którzy dotychczas mieli niewielką styczność z Pismem Świętym. 21 stycznia 2017 roku wydano Ewangelię według Mateusza w japońskim języku migowym.
15–17 sierpnia 2025 roku w Jokohamie odbędzie się kongres specjalny pod hasłem „Prawdziwe wielbienie Boga!” z udziałem zagranicznych delegacji m.in. z Ekwadoru, Filipin, Hiszpanii, Kanady, Korei Południowej, Polski, Rumunii, Stanów Zjednoczonych i Wysp Salomona. Natomiast w październiku 2025 roku w Kobe odbędzie się kongres specjalny z udziałem zagranicznych delegacji m.in. z Austrii, Brazylii, Chorwacji, Danii, Francji, Grenlandii, Islandii, Luksemburga, Meksyku, Niemiec, Norwegii, Portugalii, Sri Lanki, Stanów Zjednoczonych, Szwajcarii, Szwecji i Wielkiej Brytanii.
Wielu japońskich delegatów uczestniczyło w kongresach międzynarodowych w Europie (również w Polsce), Afryce, Azji, Ameryce Północnej i Południowej, na Hawajach i w Nowej Zelandii. Około 50% Świadków Jehowy w Japonii jest pionierami.
W miejscowej drukarni, działającej przy Biurze Oddziału drukuje się rocznie 15 milionów Biblii, książek i broszur, a także przeszło 100 milionów czasopism „Strażnica” i „Przebudźcie się!”. Wysyła się 5700 ton czasopism i innych publikacji w 150 językach. Drukarnia zaopatruje w publikacje zbory w całej Azji. Jeżeli chodzi o Biblię, drukarnia ta razem z drukarnią w Stanach Zjednoczonych odpowiada za druk wszystkich egzemplarzy Pisma Świętego w Przekładzie Nowego Świata dla krajów na całym świecie. W samym tylko okresie od 2013 do 2024 roku w drukarni tej wyprodukowano ponad 25 milionów egzemplarzy Biblii w 118 językach. Nagrywa się również publikacje w przeszło 80 językach. W 2023 roku drukowano blisko 220 000 egzemplarzy Biblii każdego miesiąca.  W miejscowym Biurze Oddziału działa również Regionalny Zespół Wideo.